# I Cover the War
I Cover the War è un film del 1937 diretto da Arthur Lubin.
È un film d'azione a sfondo drammatico statunitense con John Wayne (che interpreta un cameraman spedito a seguire una rivolta in un paese arabo), Gwen Gaze e Don Barclay.

## Produzione
Il film, diretto da Arthur Lubin su una sceneggiatura di George Waggner con il soggetto di Bernard McConville, fu prodotto da Trem Carr e Paul Malvern per la Universal Pictures e girato nelle Alabama Hills a Lone Pine in California dal 18 marzo 1937 con un budget stimato in 70.000 dollari. Le riprese subirono un ritardo di due settimane a causa di un incidente automobilistico occorso all'attrice Gwen Gaze.

## Distribuzione
Il film fu distribuito negli Stati Uniti il 4 luglio 1937 dalla Universal Pictures.
Altre uscite internazionali del film sono state:
- nel Regno Unito il 4 aprile 1938
- nei Paesi Bassi il 13 maggio 1938 (Arabische machten e Ik film de oorlog)
- in Danimarca il 10 ottobre 1938 (Bomber over Orienten)
- negli Stati Uniti il 1º settembre 1948 (riedizione)
- in Svizzera (Bomben über dem Orient)
- in Belgio (De lanciers der woestijn e Les lanciers du désert)
- in Austria (In gefährlicher Mission)
- in Grecia (Polemiki peripeteia)

## Promozione
La tagline è: "Shrieking maniacs who were raiding natives...deadly bullets and pitched battle...white sand that ran red".